# Cửu Trùng đài
Cửu Trùng đài (chữ Hán: 九重臺) là tên gọi mà hậu thế đặt cho một công trình kiến trúc được xây dựng bên bờ Hồ Tây vào năm 1516-1517 dưới triều Lê Tương Dực. Kiến trúc sư kiêm đốc công của tòa lầu này có tên là Vũ Như Tô. Đây được coi là nguyên nhân chủ yếu gây ra sự lật đổ, cái chết của Lê Tương Dực, do việc xây dựng cung điện làm nhân dân lao dịch cực khổ làm dân chúng bất mãn, tạo mầm mống để cho loạn thần Trịnh Duy Sản gây binh biến. Công trình bị thiêu rụi khi vẫn đang còn xây dựng dở dang.

## Sử ký
| “                                                             | "Trước đây, Vũ Như Tô một người thợ ở Cẩm Giàng, xếp cây mía làm thành kiểu mẫu cung điện lớn trăm nóc, dâng lên nhà vua; nhà vua bằng lòng phong cho Như Tô làm đô đốc đứng trông nom việc dựng hơn trăm nóc cung điện lớn có gác, lại khởi công làm Cửu trùng đài. " | ” |
| — Khâm Định Việt Sử Thông Giám Cương Mục Chính Biên, quyển 26 | |   |

Lê Tương Dực còn ra lệnh trước điện Cửu Trùng đài phải đào hồ thông thiên với sông Tô Lịch để dẫn nước vào, hồ đấy phải quanh co khúc khuỷu, lúc mở cửa ống có thể chở thuyền nhẹ ra vào để vua cùng tì nữ thả thuyền Thiên Quang du ngoạn. Việc xây dựng đài khiến dân chúng lâm vào cảnh lầm than:
| “                                                                             | "Người thợ Vũ Như Tô làm điện lớn hơn trăm nóc, dùng hết tiền của và sức dân trong nước." | ” |
| — Đại Việt sử ký toàn thư, Bản kỷ thực lục, Quyển XV, Kỷ Nhà Lê, Tương Dực Đế |                                                                                           |   |

Tháng 4 năm 1516, quân khởi nghĩa Trần Cảo nhân khi kinh thành rối loạn bèn tiến đánh Thăng Long. Cùng lúc đó, Nguyễn Hoằng Dụ đóng quân ở Bồ Đề, được tin Duy Sản giết vua, liền đem quân qua sông, đốt hết phố xá trong kinh thành. Hoằng Dụ còn cho bắt chém Vũ Như Tô rồi mang quân rút khỏi Thăng Long. Đài cũng bị đốt thành tro sau lần đó.